# Matten bei Interlaken
Matten bei Interlaken (kort: "Matten") är en ort och kommun i distriktet Interlaken-Oberhasli i kantonen Bern, Schweiz. Kommunen har 4 195 invånare (2023).
Ortens namn kommer från det gamla tyska ordet matta som betyder äng eller gräsmatta.
Kommunen ligger i höglandet Berner Oberland på ett slättland som bildades av Thunsjön och Brienzsjön. Själva orten Matten är sammanvuxen med orterna Interlaken och Unterseen.
Matten nämns som inter lacus Madon den 8 november 1133 för första gången i ett brev av kejsaren Lothar III. 1805 hölls vid borgen Unspunnen som ligger i närheten en större festlighet (Unspunnenfest) av regionens herdar som blev en fast tradition i trakten och som numera hölls med jämna mellanrum. Under senare 1800-talet ökade turismen i regionen och Matten fick två större hotell. Under andra världskriget upprättades en militär flygplats i kommunen på en torrlagd yta. Sedan kriget används området åter för civila ändamål, bland annat för boskapsskötsel och som festplats.